# Mattarbodumssjön
Mattarbodumssjön är en sjö i Örnsköldsviks kommun i Ångermanland och ingår i Gideälvens huvudavrinningsområde. Sjön har en area på 0,493 kvadratkilometer och ligger 188 meter över havet. Sjön avvattnas av vattendraget Mattarbodbäcken.

## Delavrinningsområde
Mattarbodumssjön ingår i det delavrinningsområde (705812-164089) som SMHI kallar för Utloppet av Mattarbodumssjön. Medelhöjden är 209 meter över havet och ytan är 5,51 kvadratkilometer. Räknas de 3 avrinningsområdena uppströms in blir den ackumulerade arean 30,75 kvadratkilometer. Mattarbodbäcken som avvattnar avrinningsområdet har biflödesordning 2, vilket innebär att vattnet flödar genom totalt 2 vattendrag innan det når havet efter 55 kilometer. Avrinningsområdet består mestadels av skog (58 procent). Avrinningsområdet har 0,65 kvadratkilometer vattenytor vilket ger det en sjöprocent på 11,8 procent.